# Милан Арбутина
Милан Арбутина (Бања Лука, 28. јануар 1947) српски је неуропсихијатар и ванредни професор.

## Биографија
Гимназију је завршио 1965. у Бањој Луци. Медицински факултет 1970. у Београду, специјализацију из неуропсихијатрије (1978) и субспецијализацију из неурологије у Загребу. На Медицинском факултету у Бањој Луци 1999. одбранио је магистарски рад Мождани удар у ратним условима, а 2000. докторску дисертацију Квалитет живота након можданог удара. На Неуролошком одјељењу (касније Клиника за неурологију УКЦ у Бањој Луци) радио је од 1972, а од 1993. до 2009. био је начелник те клинике. Примаријус је постао 1993. године.
На Медицинском факултету у Бањој Луци у звање вишег асистента изабран је 2000, доцента 2001, а у звање ванредног професора 2007. године. Од 1998. био је шеф Катедре за неурологију и неуропсихијатрију на Одсјеку за стоматологију. Заслужан је за формирање прве Јединице за мождани удар у оквиру Клинике за неурологију и увођење тромболитичких терапија у лијечењу можданог удара у БиХ. Под његовим надзором започет је пројекат примјене бетаферона у лијечењу мултипле склерозе и отворен први Центар за болести спавања (2008) у Републици Српској. Био је предсједник Удружења неуролога Републике Српске.